# Cephalodella panarista
Cephalodella panarista är en hjuldjursart som beskrevs av Myers 1924. Cephalodella panarista ingår i släktet Cephalodella och familjen Notommatidae. Inga underarter finns listade i Catalogue of Life.